# 드래곤플라이 (음악 그룹)
드래곤플라이는 대한민국의 음악 그룹이다. 2002년 정규 앨범 《Flight》로 데뷔했다.

## 음반
- Flight (2002)
- 영화 '달콤, 살벌한 연인' OST (2006)
- 감성 터지는 그 시절의 사랑과 이별 (2021)